# ویانامولا
ویانامولا (انگلیسی: Wiyanamulla) یک منطقه مسکونی در کشور سری‌لانکا است.